# Pop Festival
Pop Festival é um festival de música idealizado pela cantora colombiana Shakira e realizado pela primeira vez em 2011. Em sua primeira edição, o festival foi realizado em vários países da América Latina, e em 2012, foi fixado no Brasil.

## Antecedentes
Após realizar seus shows nos Estados Unidos, Shakira revelou que voltaria à América Latina com o "Pop Music Festival", um festival idealizado por ela, onde a música e a arte latina seriam unificadas. A ideia era divulgar a música pop de cada país.
Após o sucesso dos shows no Brasil em 2011, a empresa "XYZ Live" anunciou a segunda edição do evento, com a cantora "Jennifer Lopez" como atração principal.

## Edição 2011

### Atrações
| Data                | Cidade           | País                 | Atrações |
| ------------------- | ---------------- | -------------------- | --- |
| 1 de março de 2011  | Salta            | Argentina            | - Shakira - Ziggy Marley - Calle 13 - Los Huayra                                                                                      |
| 3 de março de 2011  | Córdoba          | Argentina            | - Shakira - Ziggy Marley - Calle 13                                                                                                   |
| 5 de março de 2011  | Buenos Aires     | Argentina            | - Shakira - Ziggy Marley - Vicentico - Emmanuel Horvilleur - Leo García - No lo Soporto - Dante Spinetta - Rosal - Deborah del Corral |
| 8 de março de 2011  | Assunção         | Paraguai             | - Shakira - Ziggy Marley - Los Auténticos Decadentes - Rumberos                                                                       |
| 10 de março de 2011 | Santiago         | Chile                | - Shakira - Train - Ziggy Marley - Vicentico - Francisca Valenzuela                                                                   |
| 12 de março de 2011 | Bogotá           | Colômbia             | - Shakira - Train - Belanova - Bomba Estéreo - J Balvin                                                                               |
| 15 de março de 2011 | São Paulo        | Brasil               | - Shakira - Train - Fatboy Slim - Ziggy Marley - Chimarruts                                                                           |
| 19 de março de 2011 | Porto Alegre     | Brasil               | - Shakira - Train - Fatboy Slim - Ziggy Marley - Chimarruts                                                                           |
| 21 de março de 2011 | Santa Cruz       | Bolívia              | - Shakira |
| 24 de março de 2011 | Brasília         | Brasil               | - Shakira - Train - Chimarruts |
| 25 de março de 2011 | Lima             | Peru                 | - Shakira - Train - Ziggy Marley |
| 27 de março de 2011 | Caracas          | Venezuela            | - Shakira - Train |
| 30 de março de 2011 | Santo Domingo    | República Dominicana | - Shakira |
| 2 de abril de 2011  | Cidade do México | México               | - Shakira - Belanova - HA-ASH - Moenia - Motel - Moderatto - Paty Cantú - Maria José - Isa Mebarak                                    |
| 3 de abril de 2011  | Cidade do México | México               | - Shakira - Belanova - HA-ASH - Moenia - Motel - Moderatto - Paty Cantú - Maria José - Isa Mebarak                                    |
| 5 de abril de 2011  | Guadalajara      | México               | - Shakira - Jarabe de Palo - HA-ASH - Maria José - Paty Cantú                                                                         |
| 7 de abril de 2011  | Monterrey        | México               | - Shakira - Belanova - Motel - Paty Cantú - Jarabedepalo                                                                              |
| 10 de abril de 2011 | San José         | Costa Rica           | - Shakira |
| 12 de abril de 2011 | Cidade do Panamá | Panamá               | - Shakira |

### Datas
| Data                       | Cidade                  | País                 | Local                                    |
| -------------------------- | ----------------------- | -------------------- | ---------------------------------------- |
| América do Sul             |                         |                      |                                          |
| 1 de Março de 2011         | Salta                   | Argentina            | Estádio Mundialista                      |
| 3 de Março de 2011         | Córdoba                 | Argentina            | Estádio Mario Alberto Kempes             |
| 5 de Março de 2011         | Buenos Aires            | Argentina            | Estádio Puerto Madero                    |
| 8 de Março de 2011         | Assunção                | Paraguai             | Jockey Club                              |
| 10 de Março de 2011        | Santiago                | Chile                | Estádio Nacional                         |
| 12 de Março de 2011        | Bogotá                  | Colômbia             | Parque Simón Bolívar                     |
| 15 de Março de 2011        | Porto Alegre            | Brasil               | Estacionamento da FIERGS                 |
| 19 de Março de 2011        | São Paulo               | Brasil               | Estádio do Morumbi                       |
| 21 de Março de 2011        | Santa Cruz de la Sierra | Bolívia              | Estádio Ramón Tahuichi Aguilera          |
| 24 de Março de 2011        | Brasília                | Brasil               | Estacionamento do Estádio Mané Garrincha |
| 25 de Março de 2011        | Lima                    | Peru                 | Estádio da Universidade San Marcos       |
| 27 de Março de 2011        | Caracas                 | Venezuela            | Estádio da Universidade Simón Bolívar    |
| América do Norte e Central |                         |                      |                                          |
| 30 de Março de 2011        | Santo Domingo           | República Dominicana | Estádio Olímpico Félix Sanchéz           |
| 2 de Abril de 2011         | Cidade do México        | México               | Foro Sol                                 |
| 3 de Abril de 2011         | Cidade do México        | México               | Foro Sol                                 |
| 5 de Abril de 2011         | Guadalajara             | México               | Estadio 3 de Marzo                       |
| 7 de Abril de 2011         | Monterrey               | México               | Estádio Universitário de Monterrey       |
| 10 de Abril de 2011        | San José                | Costa Rica           | Estádio Nacional de Costa Rica           |
| 12 de Abril de 2011        | Cidade do Panamá        | Panamá               | Figali Convention Center                 |

### Arrecadação
| Local                                 | Cidade       | Ingressos Vendidos / Disponíveis | Arrecadação |
| ------------------------------------- | ------------ | -------------------------------- | ----------- |
| Parque Simón Bolivár                  | Bogotá       | 19,292 / 20,000 (98%)            | $1,868,410  |
| Estacionamento da FIERGS              | Porto Alegre | 19,943 / 23,400 (96%)            | $2,140,890  |
| Estádio do Morumbi                    | São Paulo    | 56,417 / 60,000 (95%)            | $4,254,760  |
| Ginásio Nilson Nelson                 | Brasília     | 8,056 / 12,300 (96%)             | $861,360    |
| Estádio da Universidade San Marcos    | Lima         | 13,359 / 19,000 (92%)            | $1,029,350  |
| Estádio da Universidade Simón Bolívar | Caracas      | 9,883 / 13,000 (96%)             | $3,362,120  |
| TOTAL                                 | TOTAL        | 126,950 / 147,700 (85%)          | $13,516,890 |

## Edição 2012
Em seu segundo ano, o festival ocorrerá somente no Brasil, sendo organizado pela empresa "XYZ Live".

### Atrações
| Data                | Cidade         | País   | Atrações                                                                        |
| ------------------- | -------------- | ------ | ------------------------------------------------------------------------------- |
| 23 de junho de 2012 | São Paulo      | Brasil | - Jennifer Lopez - Kelly Clarkson - Cobra Starship - Paris Hilton - Michel Teló |
| 27 de junho de 2012 | Rio de Janeiro | Brasil | - Jennifer Lopez - Cobra Starship - CINE - DJ Memê                              |

### Datas
| Datas               | Cidade         | País   | Local         |
| ------------------- | -------------- | ------ | ------------- |
| América do Sul      |                |        |               |
| 23 de junho de 2012 | São Paulo      | Brasil | Arena Anhembi |
| 27 de junho de 2012 | Rio de Janeiro | Brasil | HSBC Arena    |